# Torre Colpatria
Torre Colpatria – wieżowiec w Bogocie, w Kolumbii, o wysokości 196 metrów. Budynek został otwarty w 1978 i posiada 50 kondygnacji.